# Guillaume-Mathias Augustin
Pour les articles homonymes, voir Augustin.
Guillaume-Mathias Augustin, né le 27 avril 1815 à Diekirch (France) et mort le 20 février 1880 à Luxembourg (Luxembourg), est un juriste et homme politique luxembourgeois.

## Biographie
En novembre 1853, Guillaume-Mathias Augustin est nommé conseiller à la cour supérieure de justice.
Du 30 mai 1857 au 28 novembre 1857, Guillaume-Mathias est administrateur général des Travaux publics puis, du 28 novembre 1857 au 23 juin 1859, directeur général de la Justice et des Finances au sein du gouvernement dirigé par Charles-Mathias Simons,,.